# Pira Ardente
Pira Ardente (Sunpyre), il cui vero nome è Leyu Yoshida, è un personaggio dei fumetti, creato da Scott Lobdell (testi) e Salvador Larroca (disegni), pubblicato dalla Marvel Comics. La sua prima apparizione avviene in Uncanny X-Men n. 392, appartenente alla continuity degli X-Men.

## Biografia del personaggio
Leyu Yoshida e suo fratello Shiro sono i figli di una donna vittima di avvelenamento da radiazioni, causato dal bombardamento atomico di Hiroshima e Nagasaki in Giappone. Il risultato fu che lei e suo fratello nacquero mutanti, con poteri identici. Suo fratello sarebbe diventato il famoso supereroe giapponese Sole Ardente.
Leyu apparì per la prima volta, durante la saga Eve of Destruction, quando si unì agli X-Men per una sola missione, per aiutare a combattere Magneto. Partecipò in vece del fratello, in quel momento indisponibile.
Banshee più tardi le chiese di unirsi ai suoi X-Corps (ancora come sostituta di Sole Ardente, che non voleva unirsi al gruppo). Servì nel gruppo fino a che non fu uccisa da Mystica quando i membri della Confraternita dei mutanti malvagi presero il controllo del gruppo.

## Pira Ardente dei Sei Grandi Eroi
Una Pira Ardente di un'altra dimensione è apparsa in seguito come parte dei Sei Grandi Eroi in Alpha Flight terza serie, numero 9. La compagna di gruppo Honey Lemon estrasse Pira Ardente dalla sua "Borsa del potere", facendo sì che Pira Ardente considerasse Honey Lemon come una dea e la adorasse come tale e che si unisse al gruppo. Questa Pira Ardente e Ebony Samurai furono creati entrambi per riempire il vuoto lasciato dagli originali Pira Ardente e Silver Samurai, che erano stati utilizzati in altre serie in quel periodo.
Scott Lobdell chiarì la relazione tra Honey Lemon e Pira Ardente nel Marvel Teams Handbook 2005.